# Palazzo Giolitti

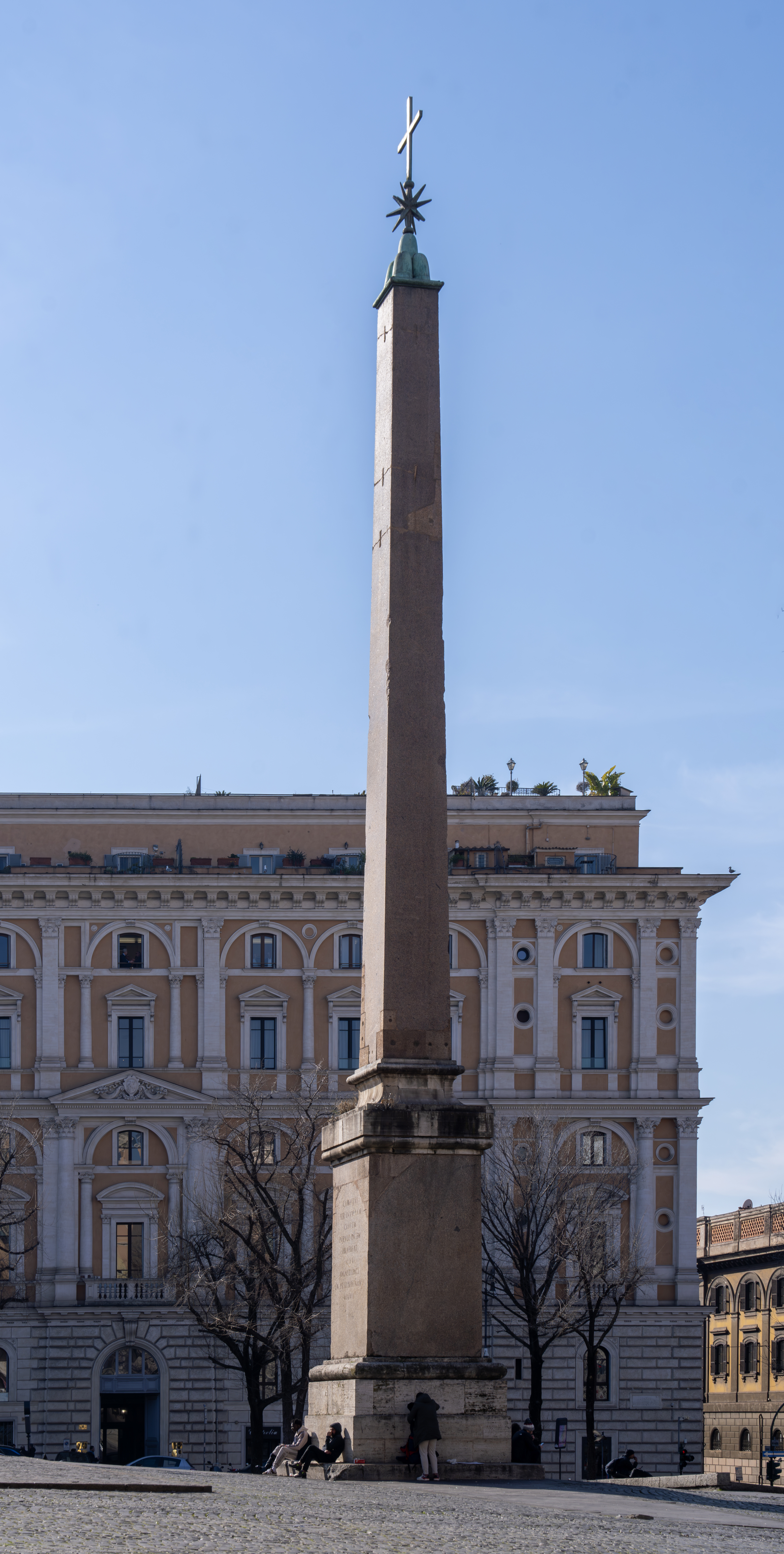
Nesta imagem da Piazza dell'Esquilino, o Palazzo Giolitti está bem no meio da foto, na esquina da Via Cavour com a Via Torino. Em primeiro plano, o Obelisco Esquilino.

Palazzo Giolitti é um palácio eclético que ocupa um quarteirão inteiro delimitado pela Via Cavour (nº 71), onde fica a entrada principal, a Via Torino, a Via d'Azeglio e a Via Antonio Rosmini, no rione Castro Pretorio de Roma, com uma de suas esquinas de frente para a Piazza dell'Esquilino, onde está a basílica de Santa Maria Maggiore.

## História
Este palácio foi construído com base num projeto de Cesare Janz em 1888 e sua construção eliminou definitivamente o que restava do antigo Casino Felice, parte da antiga Villa Peretti, construído por Domenico Fontana para a villa do papa Sisto V entre 1585 e 1590. Seu nome é uma referência ao estadista piemontês Giovanni Giolitti, que ali viveu, a quem foi dedicada também a Via Giovanni Giolitti.